# Burrhus Skinner
Burrhus Frederic Skinner (Susquehanna, 20 marzo 1904 – Cambridge, 18 agosto 1990) è stato uno psicologo statunitense che esercitò una grande influenza nell'ambito del comportamentismo.
Fu anche poeta, scrittore, inventore.

## Biografia
È stato professore di psicologia alla cattedra "Edgar Pierce" dell'Università di Harvard dal 1958 sino al 1974, anno in cui andò in pensione.
Fondò la tradizione di ricerca psicologica dell'"analisi sperimentale del comportamento", in cui definì e articolò metodologicamente la frequenza di presentazione dei comportamenti manifesti come variabile dipendente nella ricerca psicologica, sviluppando così i contributi teorici e sperimentali precedenti del Comportamentismo classico di John Watson con particolare attenzione al "Condizionamento Operante".
Nel corso degli anni sviluppò il proprio punto di vista in relazione alla filosofia della scienza, noto come comportamentismo radicale.
La sua analisi teorica del comportamento umano culminò con il lavoro interpretativo Verbal Behaviour (1957), focalizzato sul comportamento linguistico; il modello skinneriano di apprendimento è stato fortemente criticato da Noam Chomsky.
In Verbal Behaviour, Skinner espose dettagliatamente la metodologia basica sperimentale che condusse alle sue scoperte, che chiamò l’analisi sperimentale del comportamento (EAB). In seguito alle applicazioni di questa scienza dell’educazione, e degli altri argomenti inerenti al comportamento sociale, dall’analisi del comportamento, si arrivò a quello che ora è conosciuto come analisi comportamentale applicata (ABA).
Tra le innovazioni metodologiche che propose, inventò la camera di condizionamento operante, nota anche come "Skinner Box", e il Cumulative Recorder, uno strumento utilizzato per misurare la frequenza dei comportamenti durante la sua ricerca, ritenuta fondamentale in psicologia sperimentale e applicata, sulle "schede di rinforzo".
In un sondaggio del 2002 Skinner è stato giudicato il più influente psicologo del ventesimo secolo, anche se secondo alcuni, non creò tanto delle categorie e delle teorie psicologiche nuove, ma piuttosto diede dimostrazione del funzionamento di queste teorie, che aveva desunto principalmente da Ivan Pavlov ed Edward Lee Thorndike.

## La gabbia di Skinner
Skinner approfondì gli studi di Ivan Pavlov e di Edward Lee Thorndike. Così come Thorndike aveva messo un gatto nella cosiddetta "Puzzle Box" Skinner mise un topo oppure un piccione in una gabbia, nota come "gabbia di Skinner" o "Skinner box".
Il topo posto nella gabbia di Skinner, aveva due leve a disposizione: una emetteva una scossa elettrica, mentre l'altra dava del cibo. Esplorando la gabbia prima premette la leva che dava la scossa, poi quella che gli dava il cibo. Dopo vari tentativi capì quale delle due dispensava cibo, capendo così quella da evitare. In questo caso si parla di "condizionamento operante".

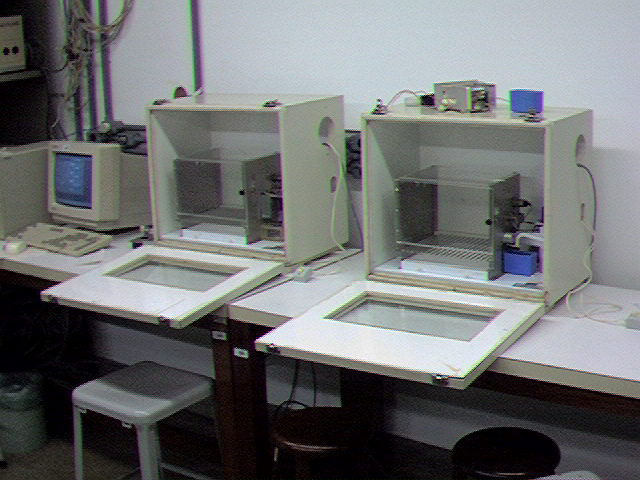
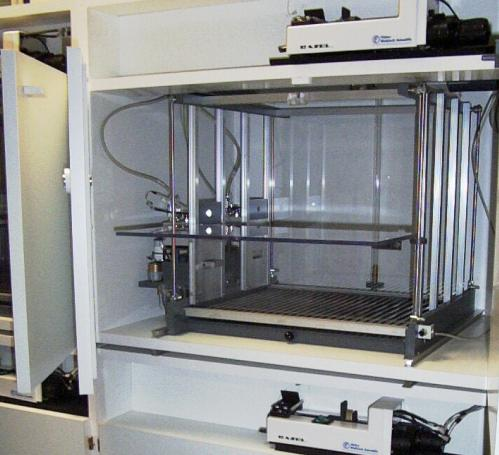
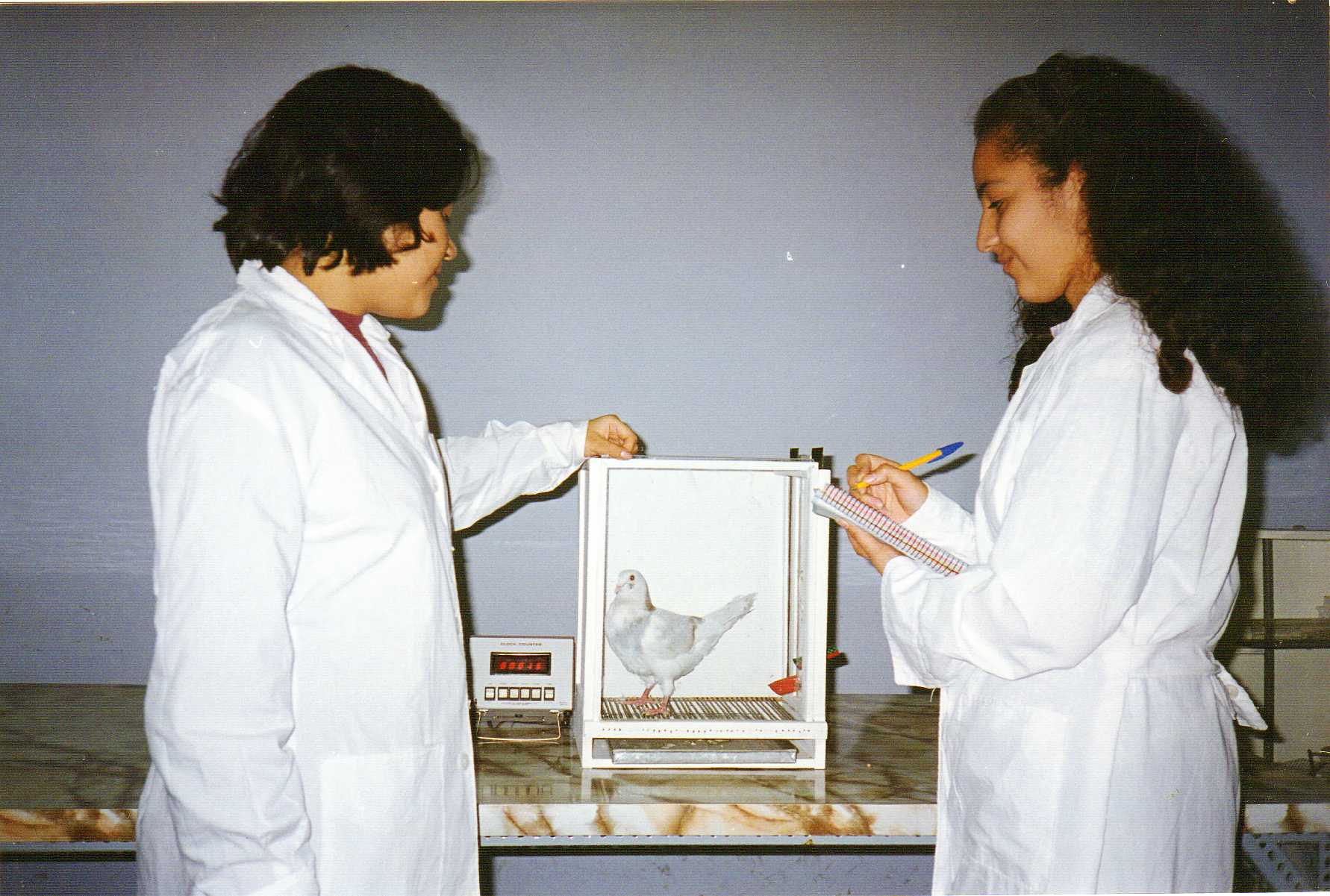

Con i piccioni, Skinner dimostrò che era possibile modellare (shape) il loro comportamento con la tecnica del rinforzo: se il piccione accennava a un movimento di rotazione, questo veniva "premiato" con distribuzioni di crocchette, fino a ottenere una rotazione completa.

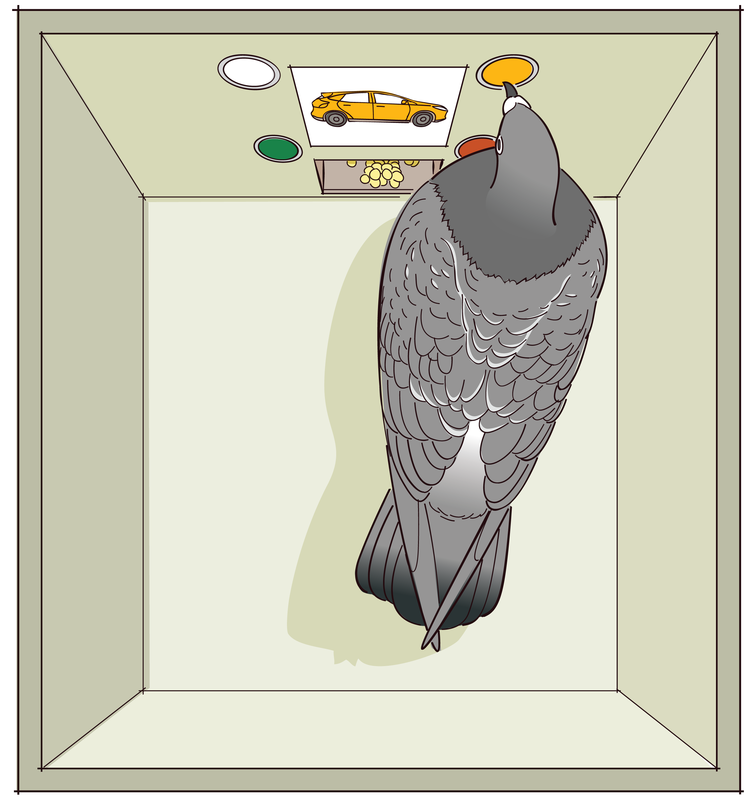
La gabbia di Skinner

Nel 1943 inventò un prototipo di bomba con vista di uccello, consistente in un missile nel quale era posizionata una bird box con un piccione addestrato a beccare su di uno schermo che proiettava il terreno sottostante obiettivi specifici, guidando attraverso sensori il razzo. Dopo promettenti esperimenti il progetto Pidgeon fu proposto nel 1950 all'esercito e alla marina americani che però non lo accolsero favorevolmente.
Nel 1948, Skinner collegò il dispensatore di cibo non a una leva bensì ad un timer. Dopo un certo periodo di permanenza nella gabbia, il piccione iniziò a ripetere senza sosta un certo movimento che aveva fatto prima di ricevere cibo, probabilmente illudendosi che fosse stato quel particolare movimento ad aver azionato il dispensatore di cibo. Questo comportamento è stato associato alla superstizione ed è noto nella letteratura scientifica come "superstizione del piccione".
In alcuni esperimenti successivi, condotti da L. D. Devenport e F. A. Holloway, i ratti mostrarono di non cadere nello stesso tranello.

In altri esperimenti, ripresi da Thomas Zentall, Skinner iniziò a variare in maniera imprevedibile la quantità di crocchette erogate dal dispensatore: il piccione nella gabbia iniziò a premere compulsivamente la leva, fino a mostrare gravi segni di stress. Questo comportamento è stato messo in relazione con la dipendenza da gioco d'azzardo e con la dipendenza da Internet.

## Opere
- 50 anni di comportamentismo: un'analisi teorica della contingenza di rinforzo, trad. Francesco Paolo Colucci e B. Venturini, Milano: ISEDI, 1969
- La tecnologia dell'insegnamento, trad. Lidia Magliano, introduzione di Cesare Scurati, Brescia: La Scuola, 1970
- Scienza e comportamento: interpretazione, previsione e controllo nelle scienze dell'uomo, trad. Isaías Pessotti e Marco Todeschini, Milano: Franco Angeli, 1971
- Prefazione all'ed. it. di James Gordon Holland, Analisi del comportamento: corso programmato di psicologia, trad. Carlo Vittorio Remondino, Firenze: Organizzazioni Speciali, 1972
- Oltre la libertà e la dignità, trad. Libero Sosio, Milano: Mondadori, 1973
- Pensare ed apprendere (con Werner Correll), Roma: Armando, 1974. ISBN 8871443055
- La scienza del comportamento ovvero il behaviorismo, Milano: SugarCo, 1974
- Walden due: utopia per una nuova società, trad. Erminielda Mainardi Peron, presentazione di Carmela Metelli Di Lallo, Firenze: La nuova Italia, 1975; nuova ed. con introduzione di Lucia Lumbelli, ivi, 1995
- Il comportamento verbale, trad. Aldo Artani, Roma: Armando, 1976; nuova ed. 2008. ISBN 9788860813589
- Studi e ricerche, trad. e presentazione di Paolo Meazzini, Firenze: Giunti Barbera, 1976
- Vivere bene la terza età (con Margaret E. Vaughan), trad. Roberta Rambelli, Milano: Sperling & Kupfer, 1984. ISBN 8820004240
- Difesa del comportamentismo. Saggi recenti su istruzione e personalità, Roma, Armando Editore, 1992. ISBN 8860810094